# Phyllagathis prostrata
Phyllagathis prostrata är en tvåhjärtbladig växtart som beskrevs av Carlo Hansen. Phyllagathis prostrata ingår i släktet Phyllagathis och familjen Melastomataceae. Inga underarter finns listade i Catalogue of Life.